# Joshua Then and Now
Pour plus de détails, voir Fiche technique et Distribution.
Joshua Then and Now est un film canadien réalisé par Ted Kotcheff, sorti en 1985 et dont le scénario est adapté du livre Joshua Then and Now (en) de Mordecai Richler.

## Synopsis
Écrivain jouissant d'une certaine renommée, Joshua Shapiro connait pourtant une passe difficile.  D'une part, il fait l'objet de rumeurs mensongères dans les journaux. D’autre part, Kevin, le frère de son épouse Pauline, s'est suicidé, ce qui perturbe énormément cette dernière.  
Tout ceci pousse l'écrivain à se replonger dans ses souvenirs : son enfance dans un quartier populaire de Montréal, son séjour à Londres où il publie ses premiers écrits, sa rencontre avec Pauline.

## Fiche technique
- Titre : Joshua Then and Now
- Réalisation : Ted Kotcheff
- Scénario : Mordecai Richler d'après son livre éponyme
- Photographie : François Protat
- Musique : Philippe Sarde
- Pays d'origine :  Canada
- Format : Couleurs - Stéréo
- Date de sortie : 1985

## Distribution
- James Woods : Joshua Shapiro
- Gabrielle Lazure : Pauline Shapiro
- Alan Arkin : Reuben Shapiro
- Linda Sorensen : Ester Shapiro
- Michael Sarrazin : Kevin Hornby
- Ken Campbell (en) : Sidney Murdoch
- Alexander Knox : Sénateur Hornby
- Robert Joy : Colin Fraser
- Harvey Atkin : Dr. Jonathan Cole
- Paul Hecht : Eli Seligson
- Andrew Powell : Ralph Murdoch
- Gordon Michael Woolvett : Teddy Shapiro

## Autour du film
Une dizaine d'années après avoir connu un grand succès avec la comédie dramatique L'Apprentissage de Duddy Kravitz, Ted Kotcheff signe un second film inspiré d'un roman de Mordecai Richler.   
Le livre avait été publié en 1980 et Richler scénarise lui-même l'adaptation de son roman.  Le film est tourné durant l'automne 1984 et présenté en première mondiale dans la section compétitive du Festival de Cannes en mai 1985.  Il ne figure cependant pas au palmarès.
En mars 1986, au gala des prix Génies du cinéma canadien, Joshua Then and Now est le favori avec 12 nominations dont meilleur film et meilleure mise-en-scène. Il voit ces deux prix lui échapper au profit de Mon cousin américain, de Sandy Wilson.  Il n'en remporte pas moins cinq trophées : décor, costume, direction photo, acteur de soutien (Alan Arkin) et actrice de soutien (Linda Sorensen).   

## Restauration
En mai 2023, Téléfilm Canada annonce que le film sera restauré.